# 安倍夏彦
安倍 夏彦（あべ なつひこ、1957年 - ）は日本のテレビドラマ・映画のプロデューサー。代表作は『燃ゆるとき』『女検事霞夕子』シリーズなど。

## 主な作品

### テレビドラマ
- セーラー服反逆同盟（1986年、日本テレビ）
- 年末時代劇スペシャル「田原坂」（1987年、日本テレビ）
- 年末時代劇スペシャル「源義経」（1991年、日本テレビ）[1]
- 火曜サスペンス劇場「女検事・霞夕子」（日本テレビ）
- 火曜サスペンス劇場「待ち続けた女」（1996年、日本テレビ）
- 火曜サスペンス劇場「故郷」（1997年、日本テレビ）
- 火曜サスペンス劇場「冬の駅」（1999年、日本テレビ）
- 火曜サスペンス劇場「盲人探偵・松永礼太郎」（日本テレビ）
- 水曜女と愛とミステリー「みちのく祭り殺人行」（2001年、テレビ東京）
- 水曜ミステリー9「ひめごと」（2008年、テレビ東京）

### 映画
- SONG FOR USA（1986年）
- 燃ゆるとき（2006年）